# ジャクソン郡 (ルイジアナ州)
ジャクソン郡（ジャクソンぐん、英: Jackson Parish）は、アメリカ合衆国ルイジアナ州の北部に位置する郡である。2010年国勢調査での人口は16,274人であり、2000年の15,397人から5.7％増加した。郡庁所在地はジョーンズボロ（人口4,704人）であり、同郡で人口最大の町でもある。

## 歴史
南北戦争で、南軍の将軍リチャード・テイラーが、ジャクソン郡とウィン郡に5個中隊を派遣し、出頭しなかった徴兵忌避者を逮捕し、地域のゲリラ集団の活動を止めさせた。さらにエドマンド・カービー・スミス将軍は「軍務から逃れている男全てを狩り集めて、キャンプに送ってやる。徴兵狩人から逃げようとする者は射殺する。」と指示していた。歴史家のジョン・D・ウィンターズは、その著書『ルイジアナ州における南北戦争』（1963年）で、「サトウキビの茂み、沼地丘陵が多くて隠れられるルイジアナの地形では、その命令実行が難しくなっていた」と説明している。

## 地理
アメリカ合衆国国勢調査局に拠れば、郡域全面積は580平方マイル (1,502 km2)であり、このうち陸地570平方マイル (1,476 km2)、水域は11平方マイル (28 km2)で水域率は1.82％である。

### 主要高規格道路
- アメリカ国道167号線
- ルイジアナ州道4号線
- ルイジアナ州道34号線

### 隣接する郡
- リンカーン郡 - 北
- ワシタ郡 - 北東
- コールドウェル郡 - 南東
- ウィン郡 - 南
- ビエンビル郡 - 西

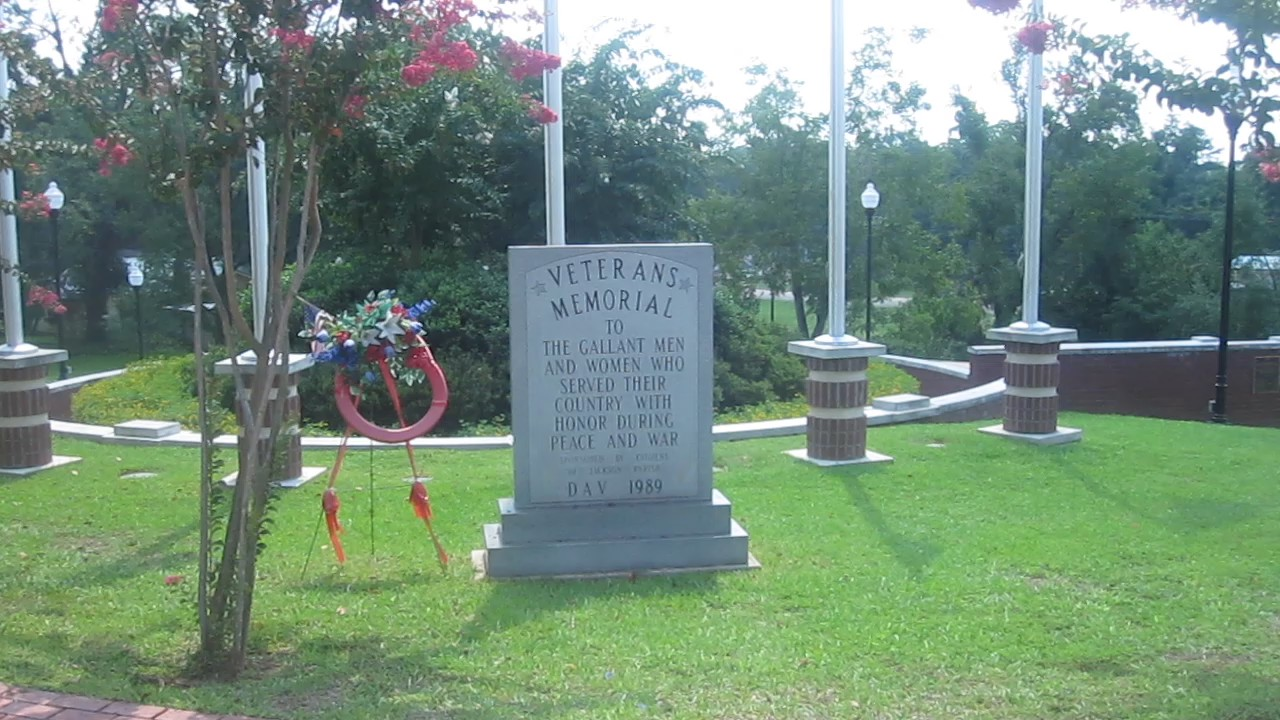
ジャクソン郡退役兵記念碑、郡図書館の通り向かいにある
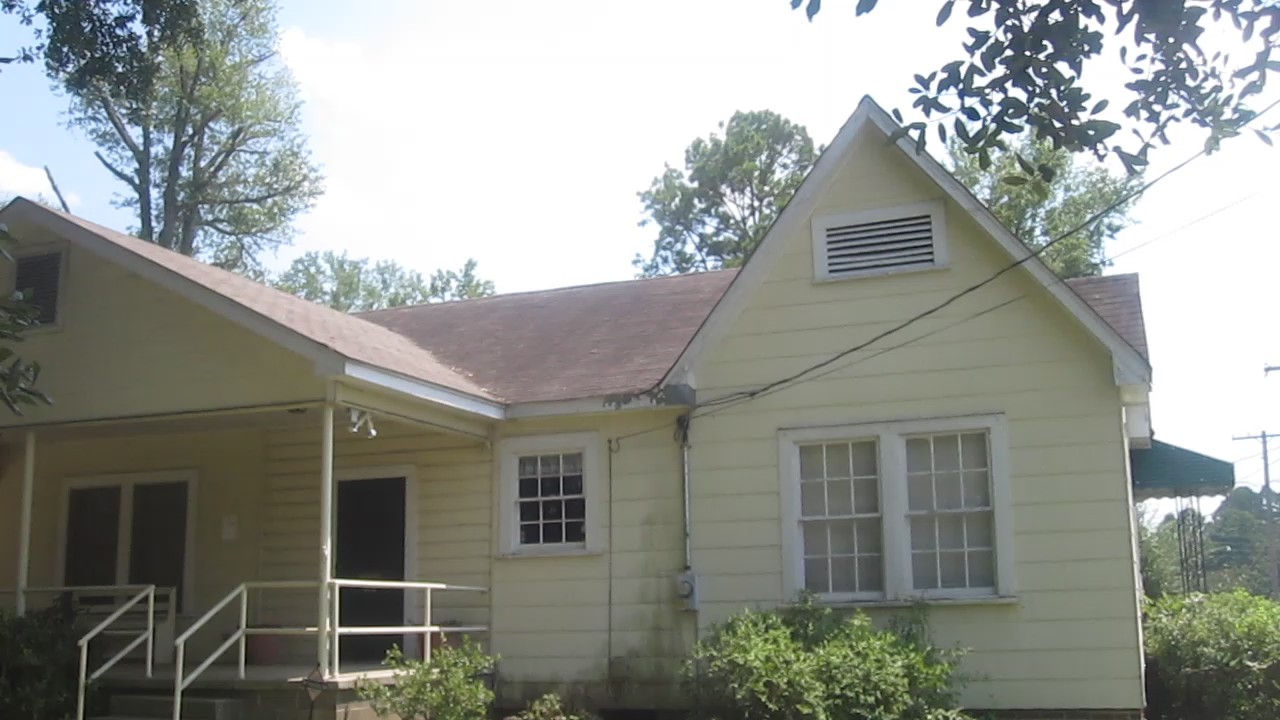
ジャクソン郡博物館と美術協会、第一バプテスト教会の向かいにある
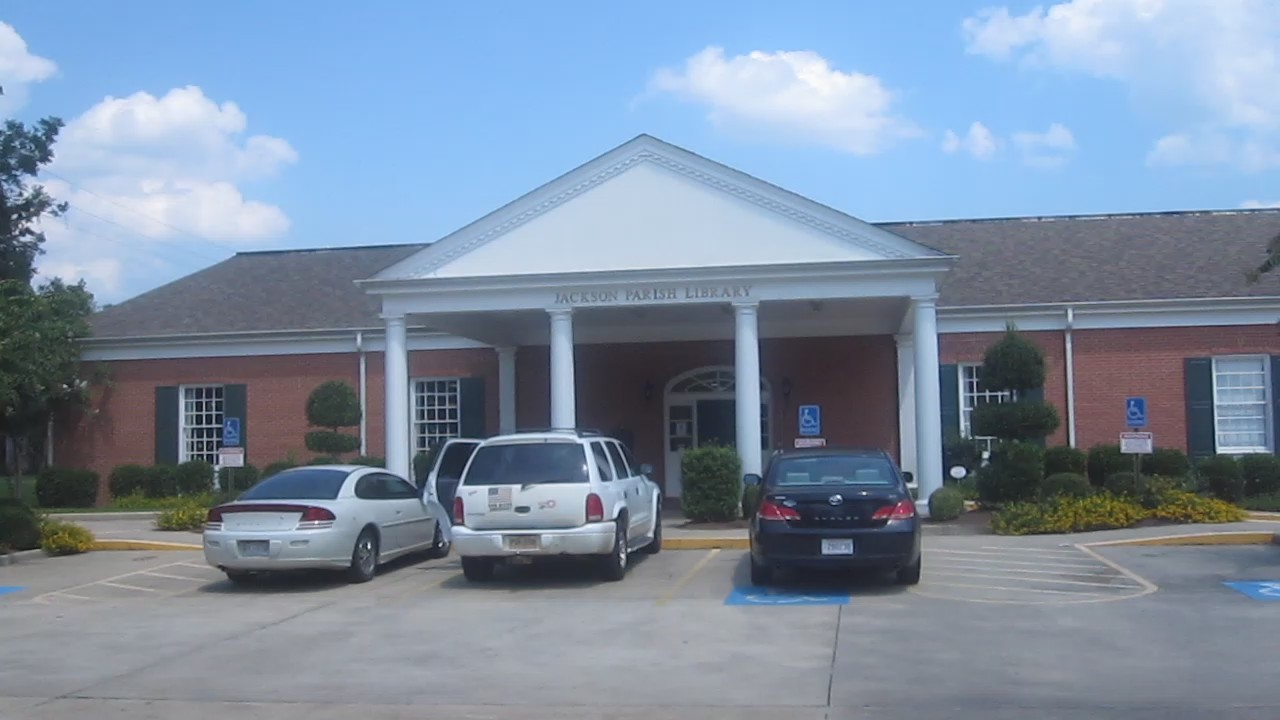
ジャクソン郡図書館

## 人口動態
以下は2000年の国勢調査による人口統計データである。
| 基礎データ - 人口: 15,397人 - 世帯数: 6,086 世帯 - 家族数: 4,302 家族 - 人口密度: 10人/km2（27人/mi2） - 住居数: 7,338軒 - 住居密度: 5軒/km2（13軒/mi2） 人種別人口構成 - 白人: 71.01% - アフリカン・アメリカン: 27.87% - ネイティブ・アメリカン: 0.29% - アジア人: 0.21% - 太平洋諸島系: 0.01% - その他の人種: 0.24% - 混血: 0.37% - ヒスパニック・ラテン系: 0.61% 年齢別人口構成 - 18歳未満: 25.3% - 18-24歳: 9.3% - 25-44歳: 25.7% - 45-64歳: 23.6% - 65歳以上: 16.2% - 年齢の中央値: 38歳 - 性比（女性100人あたり男性の人口） - 総人口: 91.4 - 18歳以上: 87.5 | 世帯と家族（対世帯数） - 18歳未満の子供がいる: 31.7% - 結婚・同居している夫婦: 52.8% - 未婚・離婚・死別女性が世帯主: 14.4% - 非家族世帯: 29.3% - 単身世帯: 27.0% - 65歳以上の老人1人暮らし: 13.5% - 平均構成人数 - 世帯: 2.48人 - 家族: 3.01人 収入と家計 - 収入の中央値 - 世帯: 28,352米ドル - 家族: 36,317米ドル - 性別 - 男性: 31,977米ドル - 女性: 19,992米ドル - 人口1人あたり収入: 15,354米ドル - 貧困線以下 - 対人口: 19.8% - 対家族数: 16.0% - 18歳未満: 26.3% - 65歳以上: 15.8% |

## 都市と町

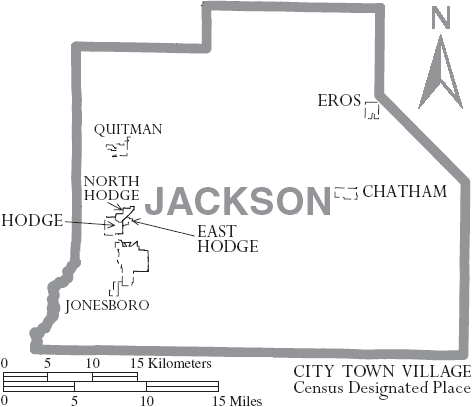
ジャクソン郡図

| - チャタム - イーストホッジ | - エロス - ホッジ | - ジョーンズボロ - 郡庁所在地 - ノースホッジ | - クイットマン |

## 教育
ジャクソン郡教育委員会が地元の公立学校を運営している。

## 大統領選挙
ジャクソン郡は昔からソリッドサウスの一員であり、1928年の大統領選挙では民主党候補アル・スミスが郡投票数の100％を獲得した。少なくとも1960年から共和党支持に傾いてきた。ビル・クリントンとジョージ・W・ブッシュは2回の選挙ともジャクソン郡を制した。2008年の選挙ではジョン・マケインがバラク・オバマを30ポイント差で破った。